# Middle East Airlines
Middle East Airlines – Air Liban S.A.L. (араб. طيران الشرق الأوسط ـ الخطوط الجوية اللبنانية‎ Ṭayyarān al-Sharq al-Awsaṭ - al-Khuṭūṭ al-Jawwiyyah al-Libnāniyyah), работающая как Middle East Airlines (MEA) (араб. طيران الشرق الأوسط‎ Ṭayyarān al-Sharq al-Awsaṭ), переводится Средневосточные авиалинии — национальная авиакомпания Ливанской Республики, со штаб-квартирой в Бейруте. Базируется в Бейрутском международном аэропорту «Рафик Харири», откуда выполняет международные авиарейсы в страны Азии, Европы и Африки.
В 2012 году авиакомпания вступила в авиационный альянс SkyTeam. Помимо этого Middle East Airlines является членом Международной ассоциации воздушного транспорта (ИАТА) и Организации арабских авиаперевозчиков.
За 2009 год чистая прибыль Middle East Airlines превысила 100 миллионов долларов США, что сделало её 18-й авиакомпанией в мире по ежегодной прибыли.

## История

### Основание и развитие
Авиакомпания Middle East Airlines была основана в 1945 году ливанским политическим деятелем Саибом Саламом при поддержке британского авиаперевозчика BOAC и выполнила свой первый полёт в 1946 году из Бейрута в Никосию, столицу Кипра. Со временем, имея во флоте три самолёта De Havilland Dragon Rapide, авиакомпанией начинают выполняться рейсы и в остальные соседние страны, такие как Египет, Сирия, а также Саудовская Аравия, Кувейт и другие страны Персидского залива. В середине 1946 года во флот компании поступили два самолёта Douglas DC-3.
В 1949 году Middle East Airlines заключила договор о сотрудничестве и продала часть своих акций американской авиакомпании Pan American World Airways. Однако в 1955 году данная доля акций MEA вновь переходит в руки британской BOAC, под руководством которой авиакомпания впервые взяла в аренду грузовой самолёт Avro York, а также пассажирские Vickers Viscount и De Havilland Comet 4C. Вскоре, в 1961 году сотрудничество с BOAC было прекращено.

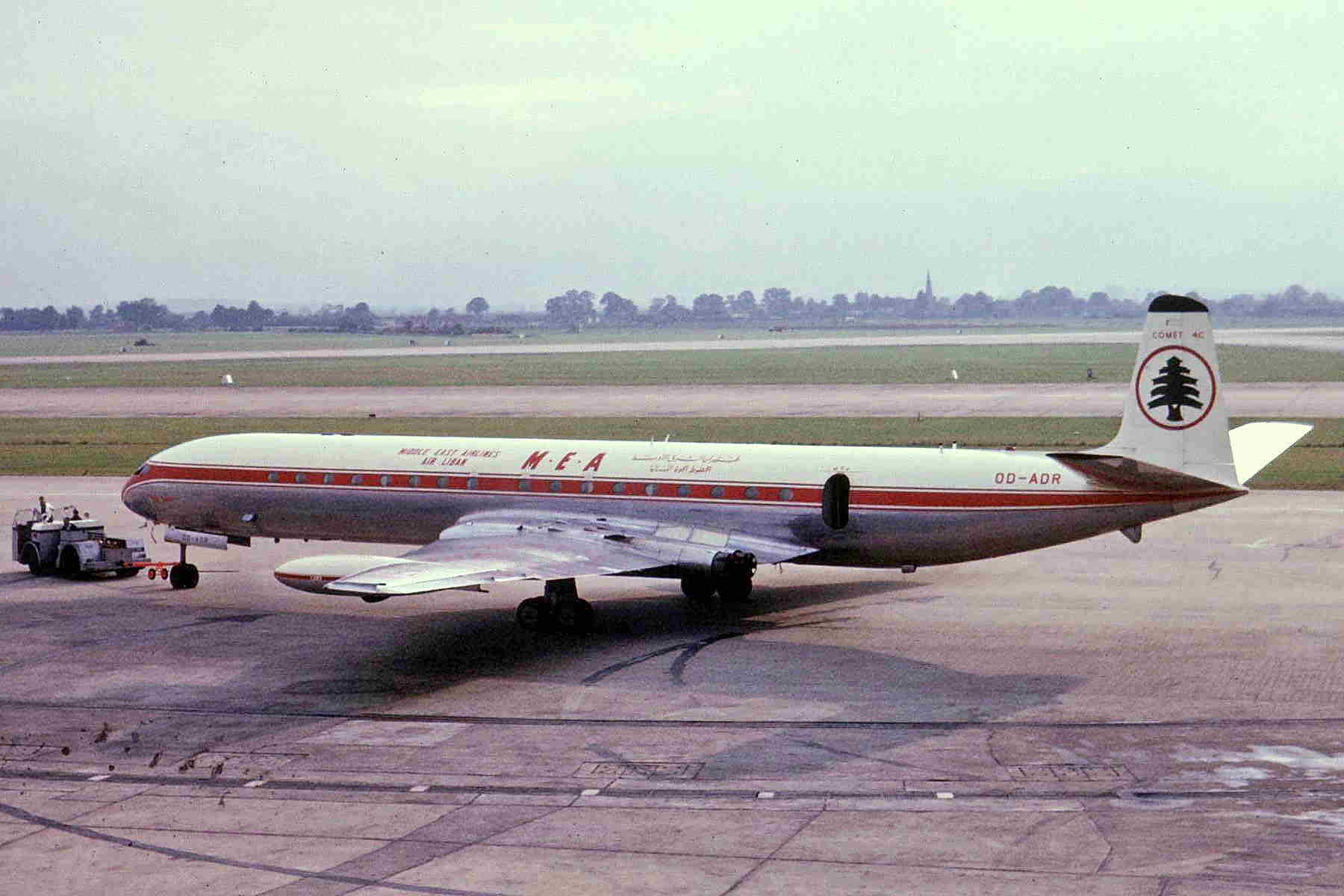
De Havilland Comet 4C в ливреи Middle East Airlines

В июне 1963 года MEA объединяется с другой ливанской авиакомпанией Air Liban, 30% акций которой ранее принадлежали Air France. После этого маршрутная сеть Middle East Airlines расширилась и компании начинает выполнять рейсы в страны Европы, Ближнего Востока и Западной Африки. В этом же году произошло слияние и с Lebanese International Airways, от которой во флот компании перешли такие модели, как Sud Aviation Caravelle, Vickers VC10, Boeing 720 и Boeing 707. После  объединения с Air Liban руководством компании в ноябре 1965 года было принято решение дать авиакомпании новое название Middle East Airlines — Air Liban, которое используется и по сей день.

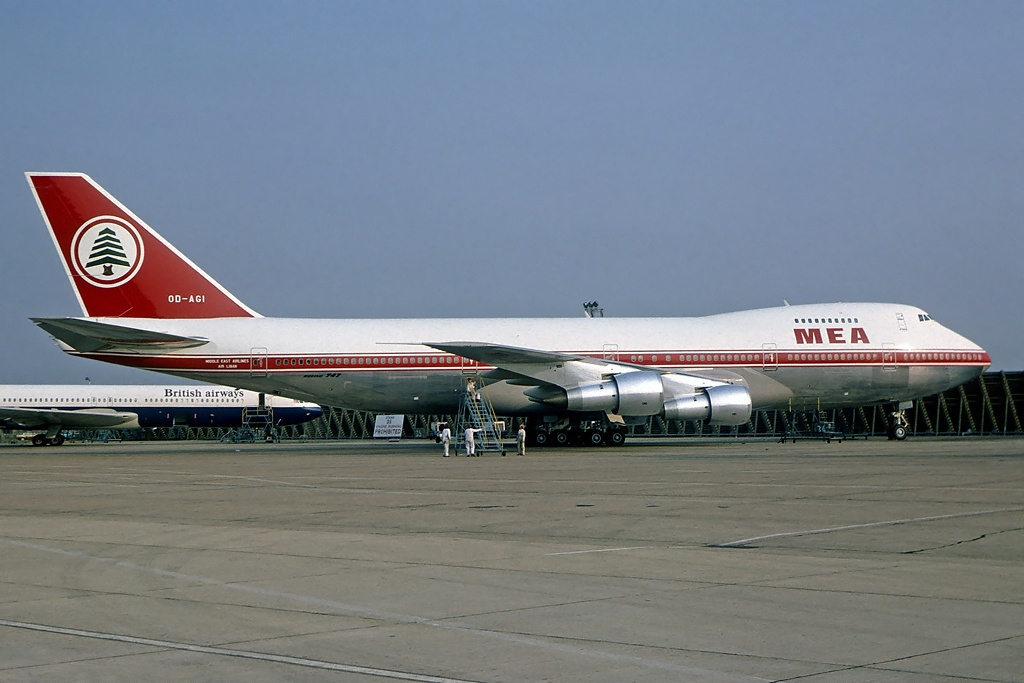
Boeing 747-200B авиакомпании в аэропорту Хитроу, 1975 год

### Арабо-Израильская война
Во время Арабо-Израильской войны 1967 года авиакомпания была вынуждена приостановить выполнение всех своих рейсов, а в 1968 году в результате израильской атаки на бейрутский аэропорт компания и вовсе потеряла большую часть своего пассажирского флота. Однако в 1969 году путём приобретения у American Airlines пассажирских Convair 990 Middle East вновь возобновляет полёты. В 1975 году перевозчик приобретает двухпалубный Boeing 747-200B для полётов из Ливана в Лондон.
Между 1975 и 1990 годами из-за продолжающейся войны в Ливане и закрытия бейрутского аэропорта Middle East Airlines вновь вынуждена работать с перебоями в течение пятнадцати лет.

### Восстановление и реструктуризация
В начале 1990-х годов компания начинает постепенно возвращаться к нормальной работе и восстанавливать свой флот. В 1993 году парк авиакомпании начинают поступать современные на тот период лайнеры Airbus A310-300, которые впоследствии были заменены самолётами семейства Airbus A320. К 1997 году деятельность Middle East Airlines стала становиться убыточной. Ежегодные потери компании стали составлять 87 миллионов долларов. Из-за сложившейся экономической ситуации руководством авиакомпании был принят особый бизнес-план по устранению данного положения. План включал в себя сокращение расходов, модернизацию и введение программы для часто летающих пассажиров. В 2005 году авиакомпании удалось добиться прибыли в 46 миллионов долларов.
В июле 2006 года главный аэропорт авиакомпании «Рафик Харири» в Бейруте был разрушен израильскими воздушными силами в ходе Второй ливанской войны. В связи с этим авиакомпании пришлось перенести все свои рейсы в аэропорт Дамаска, а затем с 17 августа в аэропорт Аммана. Сложившаяся ситуация продолжалась вплоть до 7 сентября 2006 года. На следующий день 8 сентября после снятия воздушной блокады над Ливаном самолёт Middle East Airlines летевший из Парижа один из первых вновь совершил посадку в Бейруте.

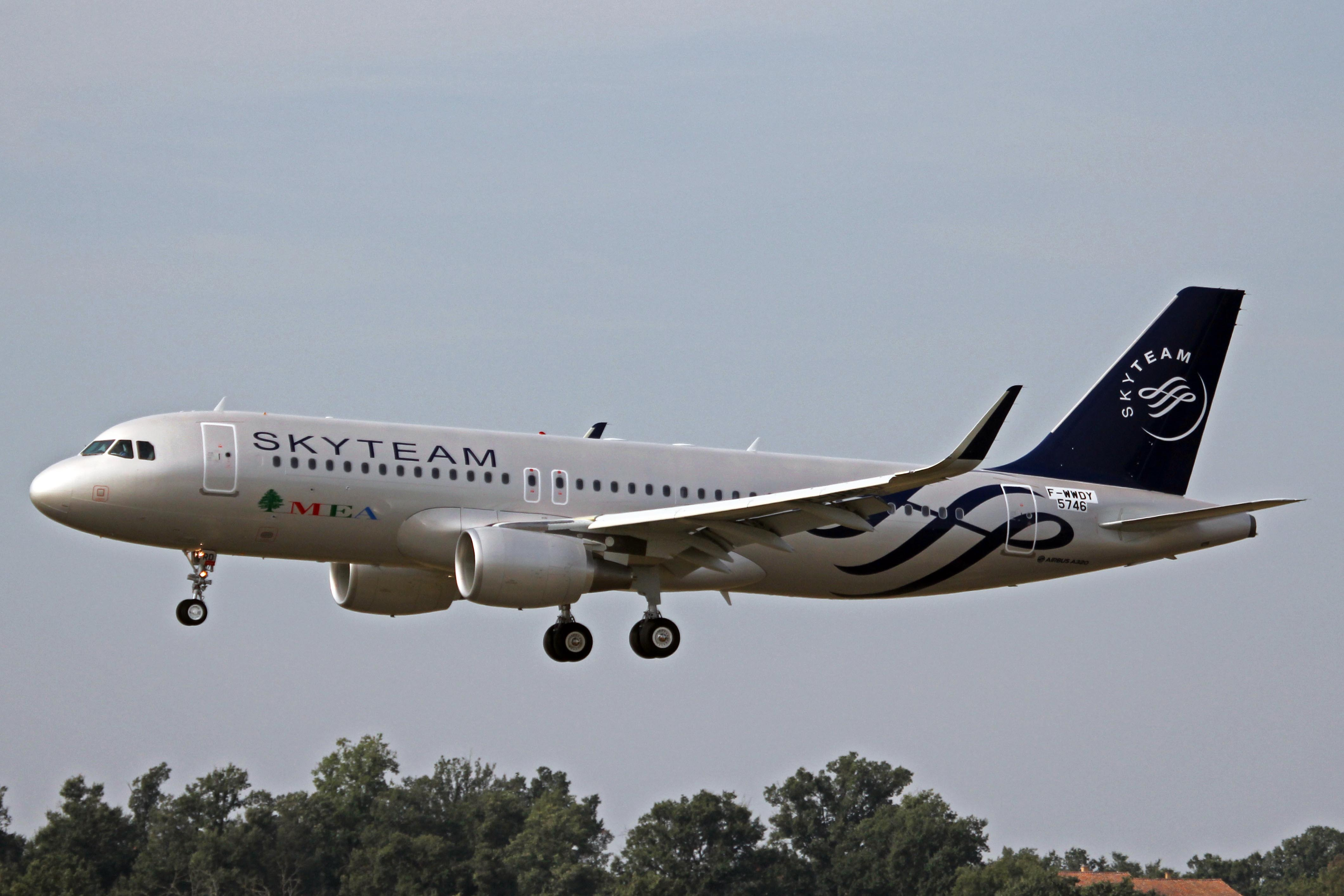
Airbus A320 MEA в цветах SkyTeam

В 2007 году генеральный директор авиакомпании Мохамад эль-Хоут объявил об увеличении капитала Middle East Airlines, а также о закупке новых самолётов Airbus A320 и широкофюзеляжных Airbus A330, которые поступили во флот компании в 2008 году в обновлённой окраске. В том же году чистая прибыль Middle East увеличилась до 92 миллионов долларов, а за весь год авиакомпания перевезла около 1,4 миллиона пассажиров. Наряду с расширением авиапарка увеличилась маршрутная сеть компании, в том числе возобновились прямые рейсы в Берлин и Багдад. 5 декабря 2009 года Мохамад эль-Хоут вновь переизбран на пост генерального директора авиакомпании.
28 июня 2012 года Middle East Airlines официально присоединяется к авиаальянсу SkyTeam и становится 17-м его участником и второй авиакомпанией с Ближнего Востока, после Saudi Arabian Airlines. Соглашение о присоединении было подписано в феврале 2011 года при поддержке Air France. По словам директора компании Мохамада эль-Хоута вступление в альянс было частью стратегии по развитию Middle East Airlines.

## Маршрутная сеть

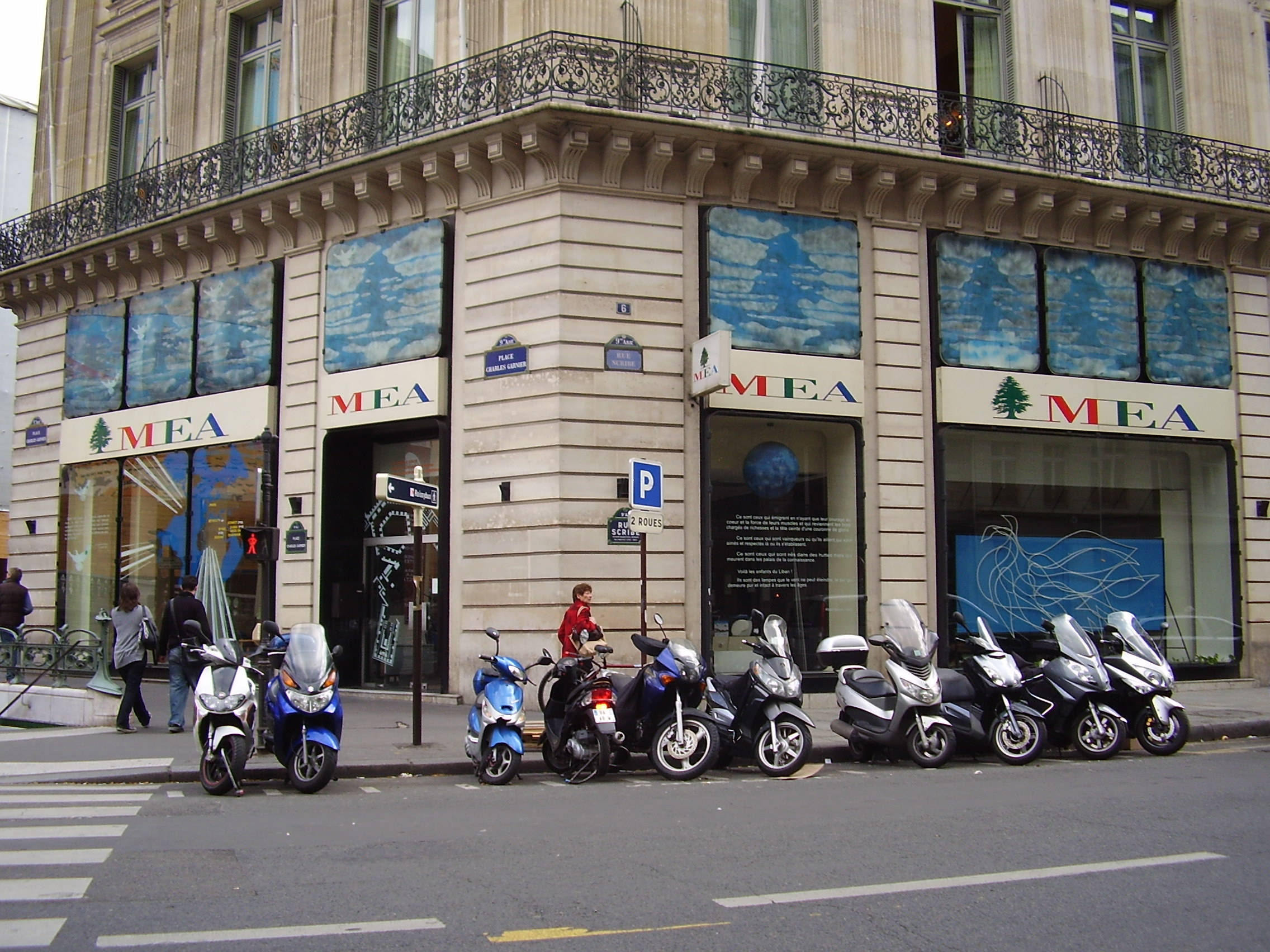
Офис Middle East Airlines в Париже

Middle East Airlines выполняет все свои рейсы из бейрутского аэропорта имени Рафика Харири. На 2014 год авиакомпания выполняет рейсы в 30 зарубежных городов стран Европы (Греция, Бельгия, Дания, Германия, Великобритания, Франция, Италия, Кипр, Швейцария, Турция), Западной Африки (Нигерия, Гана, Кот-д’Ивуар), Персидского залива (Кувейт, ОАЭ, Катар, Саудовская Аравия) и Ближнего Востока (Ирак, Иордания, Египет).

### Код-шеринговые соглашения
В остальных странах, таких как Австралия, Канада, США, Бразилия или Тунис MEA работает только по код-шеринговым соглашениям, продавая от себя билеты на рейсы своих партнёров:
| - Аэрофлот (SkyTeam) - Air Canada (Star Alliance) - Air France (SkyTeam) - All Nippon Airways (Star Alliance) | - Etihad Airways - Qatar Airways (Oneworld) - Cyprus Airways - Saudia (SkyTeam) | - TAROM (SkyTeam) - Tunisair |

## Флот

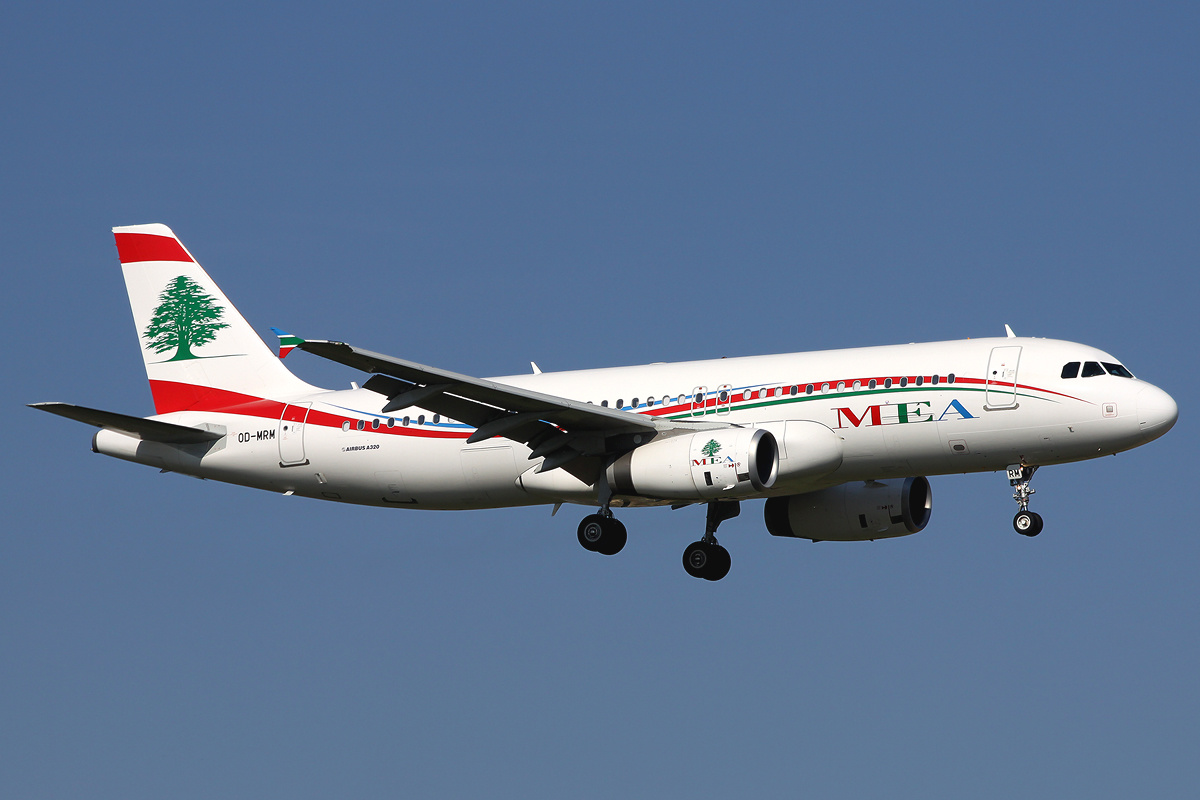
Airbus A320 Middle East Airlines

На август 2017 года флот авиакомпании состоит из следующих типов самолётов:

## Происшествия и несчастные случаи

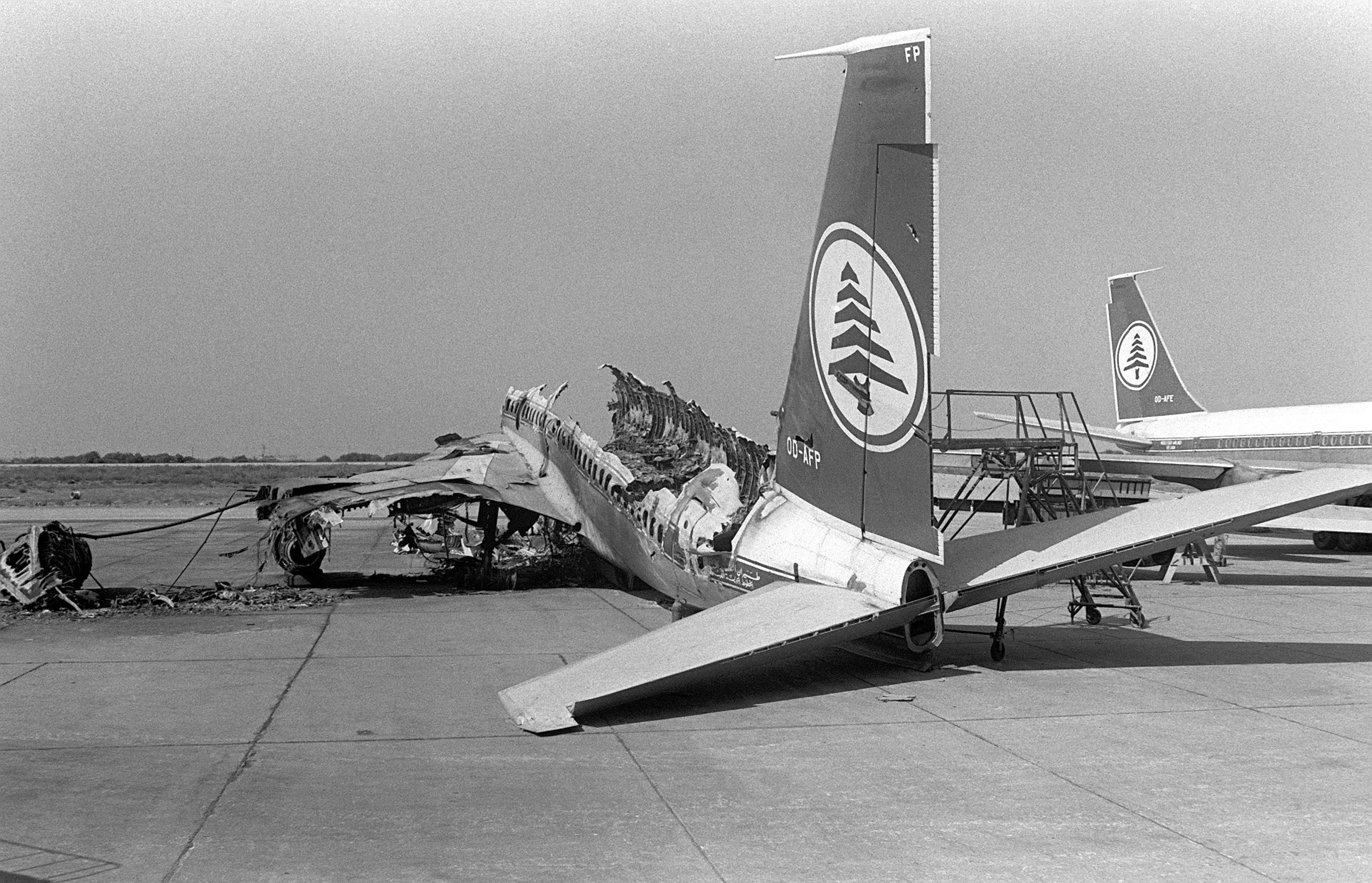
Один из разрушенных Боингов 720 во время израильского авиаудара на Бейрут в 1982 году

- 6 января 1954 года самолёт SNCASE Languedoc компании Air Liban, выполнявший рейс из Бейрута в Кувейт разбился во время взлёта и в дальнейшем был уничтожен пожаром[18].
- 1 февраля 1963 года Vickers Viscount авиакомпании Middle East Airlines во время полёта в воздухе столкнулся с Douglas C-47 Skytrain ВВС Турции. Оба самолёта разбились в Анкаре. Погибли все 14 человек на борту ливанского Viscount, все 3 человека на борту турецкого самолёта и ещё 87 человек на земле[19].
- 17 апреля 1964 года Sud Aviation SE-210 Caravelle III выполнявший рейс 444 ударился о море во время снижения в аэропорт Дахрана в Саудовской Аравии. Погибло 42 пассажира и 7 членов экипажа[20].
- 28 декабря 1968 года во время израильского рейда на аэропорт Бейрута были уничтожены 7 самолётов Middle East Airlines, а именно: три самолёта de Havilland DH-106 Comet 4C, два SE-210 Caravelle VIN, один Vickers 754D Viscount и один Boeing 707[21].
- 1 января 1976 года Боинг 720-023B, выполнявший рейс 438 из Бейрута в Дубай во время полёта был взорван в воздухе из-за заложенной в багажном отсеке бомбы и далее разбился в пустыне в Саудовской Аравии. Погибло 66 пассажиров и 15 членов экипажа[22].
- 12, 16 июня и 1 августа 1982 года в ходе Первой ливанской воны израильские войска нанесли удар по Бейруту. В результате авиакомпания Middle East Airlines потеряла шесть самолётов Boeing 720, стоявших в аэропорту Бейрута[23][24].
- 8 января 1987 года ещё один самолёт MEA подвергся военной атаке. Boeing 707, совершавший посадку в Бейруте обстрелян сразу после приземления, вследствие чего был разрушен[25].
- 16 ноября 2001 года при посадке в каирском аэропорту Airbus A321 получил повреждения хвостовой части[26]. Причиной инцидента стала ошибка пилотов, слишком сильно поднявших нос при выравнивании самолёта, из-за чего хвост ударился о взлётно-посадочную полосу. В результате инцидента никто не пострадал, а борт, пройдя ремонт, вернулся в строй.  Со 2 июня 2003 года А321 пополнил состав воздушного флота турецкого авиаперевозчика Onur Air, который также взял его в лизинг у ILFC. Бортовой номер при этом был изменён на TC-OAE, а компоновку салона сделали максимально плотной – 220 мест, оставив, таким образом, только экономкласс. Самолёт разбился в 2015 году на Синайском полуострове (рейс 9268 Metrojet).

## Примечание
1. 1 2  Авиакомпания Middle East Airlines присоединилась к альянсу SkyTeam. ATO.ru (29 июня 2012). Дата обращения: 6 августа 2014. Архивировано 24 августа 2017 года.
2. ↑  AACO Member Airlines - Middle East Airlines (англ.). Дата обращения: 6 августа 2014. Архивировано из оригинала 17 августа 2014 года.
3. ↑  Lebanon’s MEA ranks 18th carrier in world in terms of net profits (англ.). Dailystar.com (8 сентября 2006). Дата обращения: 11 августа 2014. Архивировано из оригинала 27 июля 2014 года.
4. 1 2 3 4 5  MEA - History (англ.). MEA.com.lb. Дата обращения: 11 августа 2014. Архивировано из оригинала 2 августа 2014 года.
5. 1 2  Авиакомпания Middle East Airlines. Sspacefly.ru. Дата обращения: 11 августа 2014. Архивировано 7 марта 2016 года.
6. 1 2  Авиакомпания Middle East Airlines (MEA). Chartex.ru. Дата обращения: 11 августа 2014. Архивировано 24 августа 2017 года.
7. ↑  Израильская авиация разрушила аэропорт в Бейруте. Полит.ру (13 июля 2006). Дата обращения: 11 августа 2014. Архивировано 24 августа 2017 года.
8. ↑  В бейрутском аэропорту совершил посадку первый самолёт. РИА Новости (8 сентября 2006). Дата обращения: 11 августа 2014.
9. ↑  MEA - Timetable (англ.). MEA.com.lb. Дата обращения: 11 августа 2014. Архивировано из оригинала 17 августа 2014 года.
10. ↑  MEA - Route Map (англ.). MEA.com.lb. Дата обращения: 11 августа 2014. Архивировано 13 августа 2014 года.
11. ↑  Аэрофлот - Рейсы код-шеринг. Aeroflot.ru. Дата обращения: 11 августа 2014. Архивировано 5 марта 2016 года.
12. ↑  Air Canada - Codeshare and interline partners (англ.). Aircanada.com. Дата обращения: 11 августа 2014. Архивировано 30 декабря 2016 года.
13. ↑  About Air France Code-share agreements. Air France. Дата обращения: 31 мая 2009. Архивировано из оригинала 17 ноября 2007 года.
14. ↑  ANA - Codeshare partners. ANA.co.jp. Дата обращения: 11 августа 2014. Архивировано 10 октября 2012 года.
15. ↑  Qatar Airways - Codeshare Partners. Qatarairways.com. Дата обращения: 11 августа 2014. Архивировано 2 октября 2016 года.
16. ↑  Cyprus Airways Middle East Airlines Launch Code-Sharing Cooperation on Beirut Route. Arabaviation.com. Дата обращения: 11 августа 2014. Архивировано из оригинала 3 июня 2012 года.
17. ↑  MEA - Middle East Airlines Fleet Details and History (англ.). Planespotters.net. Дата обращения: 6 августа 2014. Архивировано 11 июля 2017 года.
18. ↑  SNCASE SE.161 Languedoc OD-ABU Accident description (англ.). Aviation-safety.net. Дата обращения: 12 августа 2014. Архивировано 12 августа 2014 года.
19. ↑  Vickers 754D Viscount OD-ADE Accident description (англ.). Aviation-safety.net. Дата обращения: 12 августа 2014. Архивировано 3 марта 2016 года.
20. ↑  Sud Aviation SE-210 Caravelle III OD-AEM Accident description (англ.). Aviation-safety.net. Дата обращения: 12 августа 2014. Архивировано 12 августа 2014 года.
21. ↑  MEA- Accident & incidents (англ.). Aviation-safety.net. Дата обращения: 12 августа 2014. Архивировано 13 ноября 2014 года.
22. ↑  Boeing 720-023B OD-AFT Accident description (англ.). Aviation-safety.net. Дата обращения: 12 августа 2014. Архивировано 7 июля 2011 года.
23. ↑  Boeing 707-3B4C Criminal Occurrence description (англ.). Aviation-safety.net. Дата обращения: 12 августа 2014. Архивировано 24 августа 2017 года.
24. ↑  Boeing 720-047B OD-AGG Aviation description (англ.). Aviation-safety.net. Дата обращения: 12 августа 2014. Архивировано 24 августа 2017 года.
25. ↑  Boeing 707-323C OD-AHB Aviation description (англ.). Aviation-safety.net. Дата обращения: 12 августа 2014. Архивировано 7 июля 2011 года.
26. ↑  parxis. Синайская авиакатастрофа. История борта EI-ETJ. parxis (3 ноября 2015). Дата обращения: 20 октября 2019. Архивировано 20 октября 2019 года.